# 1357

## Родени
- 11 април – Жуау I, крал на Португалия